# Jason Boland and the Stragglers
Pour les articles homonymes, voir Boland (homonymie).
Jason Boland and the Stragglers est un groupe américain de musique country, originaire de Stillwater, en Oklahoma. Le groupe serait l'un des grands quintet du red dirt, genre de musique mélangeant la musique country et le rock 'n' roll né en Oklahoma, et dont font partie des chanteurs tels que Stoney Larue, le groupe Cross Canadian Ragweed', Mike McClure ou Bart Crow Band.

## Histoire
Jason Boland and the Stragglers est composé de Jason Boland à la guitare et au chant, de 
Roger Ray a la steel pedal et à la guitare rythmique, Brad Rice à la batterie, et Noha Jeffrie au banjo et à la mandoline.
Jason Boland est connu pour ses déboires avec l'alcool : début 2006, Jason Boland part en cure de désintoxication ; son goût pour l'alcool transpire de ses chansons telles que Tennessee Whiskey, Bourbon Legend, Can't Tell If I Drink. Boland et les Stragglers sont des croyants baptistes. Selon Boland, se serait grâce à Dieu qu'il se serait sorti de son problème avec l'alcool. Jason Boland faisait partie d'une équipe de jeune évangélistes pour l'association Freeworld Baptist.
À la sortie de l'album The Bourbon Legend en 2006, Jason Boland and the Stragglers deviennent dignes successeurs de l'outlaw qui est représentée par Waylon Jennings, Willie Nelson, David Allan Coe et Merle Haggard. Jason Boland and the Stragglers seraient les leaders d'une nouvelle vague de country appelé néo-traditionaliste, c'est-à-dire un retour à la country du temps des outlaws et aux traditions qui les a entourés.
Jason Boland and the Stragglers font la première partie de Lynyrd Skynyrd à Miami en Floride en août 2007.
Le groupe sort l'album-concept The Light Saw Me le 3 décembre 2021, produit par Shooter Jennings. The Light Saw Me raconte l'histoire d'un cow-boy texan enlevé par des extraterrestres dans les années 1890, et est ramené au Texas dans les années 1990. À travers ce non conventionnel, Boland explore des thèmes philosophiques et religieux.

## Discographie
- 1999 : Pearl Snaps (Smith Music Group)
- 2001 : Truckstop Diaries (Tenkiller Records)
- 2004 : Somewhere in the Middle (Smith Music Group)
- 2006 : The Bourbon Legend (Sustain Records)
- 2008 : Comal County Blue (Thirty Tigers)
- 2011 : Rancho Alto (Thirty Tigers)
- 2013 : Dark and Dirty Mile (Thirty Tigers)
- 2045 : Squelch (Thirty Tigers)
- 2018 : Hard Times are Relative (Thirty Tigers)
- 2021 : The Light Saw Me (album-concept)